# Ga-Rankuwa
Ga-Rankuwa is een plaats in de Zuid-Afrikaanse provincie Gauteng.
Ga-Rankuwa telt ongeveer 90.000 inwoners en werd als township erkend in 1967 tijdens de Apartheid.

## Subplaatsen
Het nationaal instituut voor de statistiek, Stats SA, deelt sinds de census 2011 deze hoofdplaats in één zogenaamde subplaatsen (sub place), waarvan de grootste zijn:
Ga-Rankuwa Unit 1 • Ga-Rankuwa Unit 4 • Ga-Rankuwa Unit 7 • Ga-Rankuwa View.